# Andréi Liapchev
Andréi Tasev Liapchev (Tarpov) (en búlgaro: Андрей Тасев Ляпчев [Tърпов]; 30 de noviembre de 1866-6 de noviembre de 1933) fue un primer ministro de Bulgaria de tres gobiernos consecutivos.

## Comienzos
Liapchev nació en la ciudad macedonia de Resen, por entonces parte del Imperio otomano. Se cree que su familia descendía de un tal Dore, alfarero meglenorrumano que había huido de su Notia islamizada y se había asentado en Resen en el siglo XVIII.
Andréi Liapchev empezó a formarse en Resen, pero las autoridades otomanas clausuraron su escuela tras la revuelta de abril de 1876, como muchas otras búlgaras de Macedonia. Pasó los tres años siguientes ayudando a su hermano Gueorgui en su tienda de Bitola. Gueorgui quedó a cargo de la familia tras la muerte del padre. En 1879 Liapchev ingresó en el gimnasio de Bitola y dos años después pasó al nuevo instituto masculino búlgaro de Salónica. Uno de sus profesores fue su paisano Trayko Kitanchev, que lo influyó considerablemente. Dejó el instituto tras la destitución de Kitanchev en 1884 y se trasladó con él a Plovdiv. Por entonces esta era la ciudad principal de la Provincia Autónoma de Rumelia Oriental.

## Primera actividad política
Junto con otros alumnos macedonios del gimnasio de Plovdiv, como Pere Toshev y Nikola Genadiev, Liapchev se acercó a Zahari Stoyanov y al Comité Revolucionario Secreto Central Búlgaro, que preparaba la unificación de Rumelia Oriental y el Principado de Bulgaria. Lo enviaron al comité de Panaguiúrishte el 2 de septiembre de 1885, pero las autoridades lo arrestaron en el camino. Lo liberaron tras la unificación, proclamada el 6 de septiembre. Todo el grupo se alistó en el Primer Cuerpo de Voluntarios al estallar la guerra serbo-búlgara el 2 de septiembre de 1885. Por orden del rey Alejandro I, los estudiantes quedaron relegados a retaguardia del ejército. No obstante, Liapchev y el resto de compañeros alcanzó Pirot, que había sido conquistada. Todos fueron licenciados en diciembre y volvieron al poco a Plovdiv.
Rusia organizó un golpe de Estado en el verano de 1886 que derrocó a Alejandro I y permitió que generales rusos obtuviesen influencia en los asuntos internos de Bulgaria. Estos acontecimientos reforzaaron las simpatías de Liapchev por la causa de los chovinistas encabezados Zahari Stoyanov, Dimitar Petkov y Dimitar Rizov. Este último era una figura destacada entre los emigrantes macedonios de la época. Liapchev llegó incluso a acaudillar un grupo de nacionalistas que apaleó al político conservador Todor Burmov.
Las relaciones entre Liapchev y el Gobierno stambolista y Zahari Stoyanov se fueron enfriando y aquel fue acercándose a Dimitar Rizov. La tensión entre las autoridades y la emigración macedonia creció más aún tras la detención y condena a muerte de Kosta Panitsa por organizar un golpe de Estado. Rizov publicó artículos críticos con el primer ministro Stefan Stambolov en el verano de 1888 y fue condenado a dos años de cárcel. Se ordenó también el arresto de Liapchev, pero no fue detenido porque logró salir del país.

## Carrera política en el Gobierno
Ingresó en el Parlamento búlgaro en 1908 y pronto fue nombrado ministro. Firmó en calidad de tal el tratado que ese mismo año confirmó la independencia búlgara y el Armisticio de Salónica en 1918. Fue el primer civil que ocupó el cargo de ministro de la Guerra, tras la Primera Guerra Mundial. Enemistado con Alejandro Stamboliski, fue encarcelado en 1922 y lo liberaron tras el golpe militar de 1923.
Liapchev tomó posesión como primer ministro el 4 de enero de 1926; presidió un Gobierno de coalición de la Alianza Democrática y el Partido Liberal Nacional. Fue más moderado en general que su predecesor en el cargo, Alejandro Tsankov, y proclamó la amnistía de los presos comunistas (a pesar de que el Partido Comunista siguió estando oficialmente prohibido). Obtuvo también dos préstamos de la Sociedad de las Naciones para mejorar la economía, pese a que un terremoto acaecido en Plovdiv agudizó los problemas económicos. Se le criticó por tolerar las actividades de la Organización Interna Revolucionaria de Macedonia, que tensaron las relaciones con Yugoslavia y Grecia.
A pesar de su moderación, Bulgaria estaba sumida en la Gran Depresión, por lo que perdió los comicios de 1931. Falleció en Sofía dos años más tarde.